# Annette Stenson-Fjordefalk
Annette Stenson-Fjordefalk, född Stensson 23 december 1958 i Borås, är en svensk skådespelare. Hon är gift med skådespelaren och regissören Tom Fjordefalk.

## Filmografi
- 1985 – Yerma (TV)
- 1989 – Kniven i Karlavagnen (TV)
- 1991 – Sunes jul (Julkalendern i Sveriges Television)
- 1997 – Slutspel
- 2006 – LasseMajas detektivbyrå (TV)
- 2009 – Sommaren med Göran

## Teater

### Roller (ej komplett)
| År   | Roll       | Produktion                                        | Regi               | Teater      |
| ---- | ---------- | ------------------------------------------------- | ------------------ | ----------- |
| 1980 |            | Tolvskillingsoperan Bertolt Brecht och Kurt Weill | Lars Göran Carlson | Parkteatern |
| 2008 | Konstapeln | Syskonbädd Stina Aronson                          | Jenny Andreasson   | Riksteatern |